# The Governor's Daughter (film, 1913)
Pour plus de détails, voir Fiche technique et Distribution.
The Governor's Daughter est un film muet américain réalisé par Lem B. Parker et sorti en 1913.

## Fiche technique
- Titre : The Governor's Daughter
- Réalisation : Lem B. Parker
- Scénario : Maibelle Heikes Justice
- Producteur :  William Selig
- Société de production : Selig Polyscope Company
- Société de distribution : General Film Company
- Pays d'origine :  États-Unis
- Langue : Anglais
- Format : Noir et blanc — 35 mm — 1,33:1 — Muet
- Genre : Film dramatique
- Durée : 10 minutes
- Dates de sortie : 
  -  États-Unis : 3 février 1913
  -  Royaume-Uni : 4 mai 1913

## Distribution
- Harold Lockwood : Jim Carey
- Kathlyn Williams : la fille du gouverneur
- Eugenie Besserer : Madame Carey, la mère de Jim
- Lem B. Parker : le gouverneur Millbank
- Henry Otto : Antone Galvez
- William Hutchinson : William Barnes
- Al Ernest Garcia : le pasteur de la prison